# Shjon Podein
Shjon Podein (* 5. března 1968, Rochester, Minnesota, USA) je bývalý americký hokejový útočník, který hrál mimo jiné zámořskou NHL a který po sezóně 2005–06 ukončil svoji hráčskou kariéru.

## Profil
Jedná se o bojovného a zarputilého hokejistu, který vyznával tvrdou a fyzickou hru. V sedmnácti letech hrál za John Marshall Rockets v lize středních škol státu Minnesota (High-MN).
Poté hrál univerzitní hokej na University of Minnesota-Duluth. Svými výkony nijak nevynikal, přesto byl v roce 1988 draftován Edmontonem Oilers do NHL v 8. kole na celkově 166. místě. Na univerzitě se mu podařil, až ročník 1989–1990 kdy si v 35 zápasech připsal 39 kanadských bodů.
Poté podepsal smlouvu v Edmontonu, ale celou sezonu 1990–1991 hrál na farmě v Cape Bretonu. Kde zapadl do průměru. Celou další sezónu 1991–92 hrál také na farmě, ale už o sobě dal výrazněji vědět a nastřílel 30 gólů. V sezóně 1992–1993 Dostal příležitost v NHL a hrál za Edmonton Oilers ve 40 zápasech. Ovšem stále se stěhoval mezi Edmontonem v NHL a jeho farmářským týmem Cape Bretonem v AHL s kterým, ale vyhrál Calder Cup (cena pro nejlepší tým AHL). V sezóně 1993–94 si za Edmonton opět moc nezahrál a neprodloužil v Edmontonu Oilers smlouvu.
27. července 1994 podepsal smlouvu jako volný agent s Philadelphií Flyers, zde měl podmínky o poznání lepší a celou sezónu 1994–1995 (zkrácenou kvůli stávce hokejistů) odehrál celou. Byl ceněn pro svoji dobrou defenzivní činnost a černou práci. Ve Philadelphii strávil skvělých 5 sezón a v roce 1997 se s týmem dostali, až do finále Stanley Cupu, kde prohráli s Detroitem Red Wings.
12. listopadu 1998 byl vyměněn do Colorada Avalanche, za Keitha Jonese. V Coloradu začalo další jeho úspěšné období, které gradovalo v sezóně 2000–2001, kdy vyhrál s týmem Stanley Cup. Shjon také založil dětský vzdělávací program a za svojí charitativní činnost dostal za sezónu 2000–2001 King Clancy Memorial Trophy.
11. února 2002 byl vyměněn do St. Louis Blues, za Mikea Keanea. V St. Louis dohrál sezónu 2001–2002 a hrál tu ještě v sezóně 2002–2003.
Po sezóně se rozhodl ve svých 34 letech odejít do Evropy, kde podepsal 21. října 2003 s týmem Växjö Lakers HC, který hrál v 2. nejvyšší švédské lize. Kde sehrál 2 sezóny.
Pro sezonu 2005–06 byl představen jako ikona, teprve 2. ročníku exotické ligy hrané v Asii: Asijké Hokejové Ligy (ALH), kde hrál za japonský tým HC Nikko Ice Bucks. Po této sezoně ukončil ve svých 37 letech svoji hráčskou kariéru.

## Úspěchy a trofeje

### Individuální trofeje
- 2000–01 -King Clancy Memorial Trophy

### Klubové trofeje
- 1992–93 -Calder Cup (Cape Breton Oilers)
- 2000–01 -Clarence S. Campbell Bowl (Colorado Avalanche)
- 2000–01 -Stanley Cup (Colorado Avalanche)

## Prvenství
- Debut v NHL – 9. ledna 1993 (Washington Capitals proti Edmonton Oilers)
- První gól v NHL – 9. ledna 1993 (Washington Capitals proti Edmonton Oilers, kanadskému brankáři Jim Hrivnak)
- První asistence v NHL – 22. ledna 1993 (Edmonton Oilers proti Pittsburgh Penguins)
- První hattrick v NHL – 18. února 2000 (New York Rangers proti Colorado Avalanche)

## Klubová statistika
| Sezóna       | Klub                   | Soutěž       |     | Základní část | Základní část | Základní část | Základní část | Základní část |    | Play off | Play off | Play off | Play off | Play off |
| Sezóna       | Klub                   | Soutěž       | Z   | G             | A             | B             | TM            | Z             | G  | A        | B        | TM       |          |          |
| 1987–88      | U. of Minnesota-Duluth | WCHA         | 30  | 4             | 4             | 8             | 48            | --            | -- | --       | --       | --       |          |          |
| 1988–89      | U. of Minnesota-Duluth | WCHA         | 36  | 7             | 5             | 12            | 46            | --            | -- | --       | --       | --       |          |          |
| 1989–90      | U. of Minnesota-Duluth | WCHA         | 35  | 21            | 18            | 39            | 36            | --            | -- | --       | --       | --       |          |          |
| 1990–91      | Cape Breton Oilers     | AHL          | 63  | 14            | 15            | 29            | 65            | 4             | 0  | 0        | 0        | 5        |          |          |
| 1991–92      | Cape Breton Oilers     | AHL          | 80  | 30            | 24            | 54            | 46            | 5             | 3  | 1        | 4        | 2        |          |          |
| 1992–93      | Cape Breton Oilers     | AHL          | 38  | 18            | 21            | 39            | 32            | 9             | 2  | 2        | 4        | 29       |          |          |
| 1992–93      | Edmonton Oilers        | NHL          | 40  | 13            | 6             | 19            | 25            | --            | -- | --       | --       | --       |          |          |
| 1993–94      | Cape Breton Oilers     | AHL          | 5   | 4             | 4             | 8             | 4             | --            | -- | --       | --       | --       |          |          |
| 1993–94      | Edmonton Oilers        | NHL          | 28  | 3             | 5             | 8             | 8             | --            | -- | --       | --       | --       |          |          |
| 1994–95      | Philadelphia Flyers    | NHL          | 44  | 3             | 7             | 10            | 33            | 15            | 1  | 3        | 4        | 10       |          |          |
| 1995–96      | Philadelphia Flyers    | NHL          | 79  | 15            | 10            | 25            | 89            | 12            | 1  | 2        | 3        | 50       |          |          |
| 1996–97      | Philadelphia Flyers    | NHL          | 82  | 14            | 18            | 32            | 41            | 19            | 4  | 3        | 7        | 16       |          |          |
| 1997–98      | Philadelphia Flyers    | NHL          | 82  | 11            | 13            | 24            | 53            | 5             | 0  | 0        | 0        | 10       |          |          |
| 1998–99      | Philadelphia Flyers    | NHL          | 14  | 1             | 0             | 1             | 0             | --            | -- | --       | --       | --       |          |          |
| 1998–99      | Colorado Avalanche     | NHL          | 41  | 2             | 6             | 8             | 24            | 19            | 1  | 1        | 2        | 12       |          |          |
| 1999–00      | Colorado Avalanche     | NHL          | 75  | 11            | 8             | 19            | 29            | 17            | 5  | 0        | 5        | 8        |          |          |
| 2000–01      | Colorado Avalanche     | NHL          | 82  | 15            | 17            | 32            | 68            | 23            | 2  | 3        | 5        | 14       |          |          |
| 2001–02      | Colorado Avalanche     | NHL          | 41  | 6             | 6             | 12            | 39            | --            | -- | --       | --       | --       |          |          |
| 2001–02      | St. Louis Blues        | NHL          | 23  | 2             | 4             | 6             | 2             | 10            | 0  | 0        | 0        | 6        |          |          |
| 2002–03      | St. Louis Blues        | NHL          | 68  | 4             | 6             | 10            | 28            | 7             | 0  | 1        | 1        | 6        |          |          |
| 2003–04      | Växjö Lakers           | HAll         | 33  | 11            | 16            | 27            | 52            | 5             | 0  | 0        | 0        | 2        |          |          |
| 2004–05      | Växjö Lakers           | HAll         | 29  | 9             | 12            | 21            | 38            | 1             | 0  | 0        | 0        | 25       |          |          |
| 2005–06      | HC Nikko Ice Bucks     | ALH          | 26  | 7             | 7             | 14            | 55            | --            | -- | --       | --       | --       |          |          |
| WCHA celkově | WCHA celkově           | WCHA celkově | 101 | 32            | 27            | 59            | 130           | --            | -- | --       | --       | --       |          |          |
| AHL celkově  | AHL celkově            | AHL celkově  | 186 | 66            | 64            | 130           | 147           | 18            | 5  | 3        | 8        | 36       |          |          |
| NHL celkově  | NHL celkově            | NHL celkově  | 699 | 100           | 106           | 206           | 439           | 127           | 14 | 13       | 27       | 132      |          |          |
| HAll celkově | HAll celkově           | HAll celkově | 62  | 20            | 28            | 48            | 90            | 6             | 0  | 0        | 0        | 27       |          |          |
| ALH celkově  | ALH celkově            | ALH celkově  | 26  | 7             | 7             | 14            | 55            | --            | -- | --       | --       | --       |          |          |

## Reprezentace
| Rok                            | Tým                            | Soutěž                         | Z  | G | A | B | TM |
| ------------------------------ | ------------------------------ | ------------------------------ | -- | - | - | - | -- |
| 1993                           | USA                            | MS                             | 6  | 1 | 3 | 4 | 8  |
| 1994                           | USA                            | MS                             | 8  | 3 | 1 | 4 | 14 |
| 1998                           | USA                            | MS                             | 4  | 0 | 0 | 0 | 4  |
| Celkově seniorská reprezentace | Celkově seniorská reprezentace | Celkově seniorská reprezentace | 18 | 4 | 4 | 8 | 26 |